# 小見真観寺古墳
小見真観寺古墳（おみしんかんじこふん）は、埼玉県行田市小見にある古墳。形状は前方後円墳。小見古墳群を構成する古墳の1つ。国の史跡に指定されている。

## 概要
埼玉県北部、星川西岸の加須低地の南東縁辺部（標高19メートル）に築造された大型前方後円墳である。一帯に分布する小見古墳群のうちでは中心的な盟主墳になる。現在は真観寺境内の本堂背後に所在する。寛永11年（1634年）に石室が発見されたのち、1880年（明治13年）に新たに石棺が発見されて副葬品が出土している。
墳形は前方後円形で、前方部を北西方向に向ける。墳丘外表における埴輪の有無は不明。墳丘周囲における周溝の様相も詳らかでないが、前方部北側における調査の際に溝が確認されている。埋葬施設は後円部における横穴式石室（第1主体部）・箱式石棺（第2主体部）各1基である。いずれも緑泥片岩の板石を組み合わせて構築されており、第1主体部の副葬品は詳らかでないが、第2主体部からは人骨や銅鋺・装飾付大刀のほか金環・銀装刀子・甲冑・鉄鏃など多数の副葬品が出土している。
築造時期は、古墳時代後期-終末期の6世紀末-7世紀初頭頃と推定される。近在の埼玉古墳群では将軍山古墳をもって大型前方後円墳の築造を終えており、行田市内では最後の前方後円墳として位置づけられるとともに、当該時期としては埼玉県内で最大規模の古墳として重要視される。被葬者としては武蔵国造との関係が推測される。
古墳域は1931年（昭和6年）に国の史跡に指定されている。

## 遺跡歴
- 寛永11年（1634年）、第1主体部（後円部石室）の露出・発見[1]。
- 1880年（明治13年）、第2主体部（鞍部石棺）の発見、副葬品出土（現在は東京国立博物館保管）[1]。
- 1931年（昭和6年）3月30日、国の史跡に指定。
- 2008年（平成20年）、前方部北側の発掘調査。溝の確認[1]。

## 墳丘
墳丘の規模は次の通り。
- 墳丘長：102メートル
- 後円部
  - 直径：55メートル
  - 高さ：8メートル
- 前方部
  - 幅：48メートル
  - 高さ：7メートル

周溝の様相は詳らかでないが、前方部北側における調査で幅約6.7メートル・深さ約0.57メートルの溝が確認されている。この溝からは埴輪・緑泥片岩などが出土しているが、近在の虚空蔵山古墳からの混入の可能性がある。

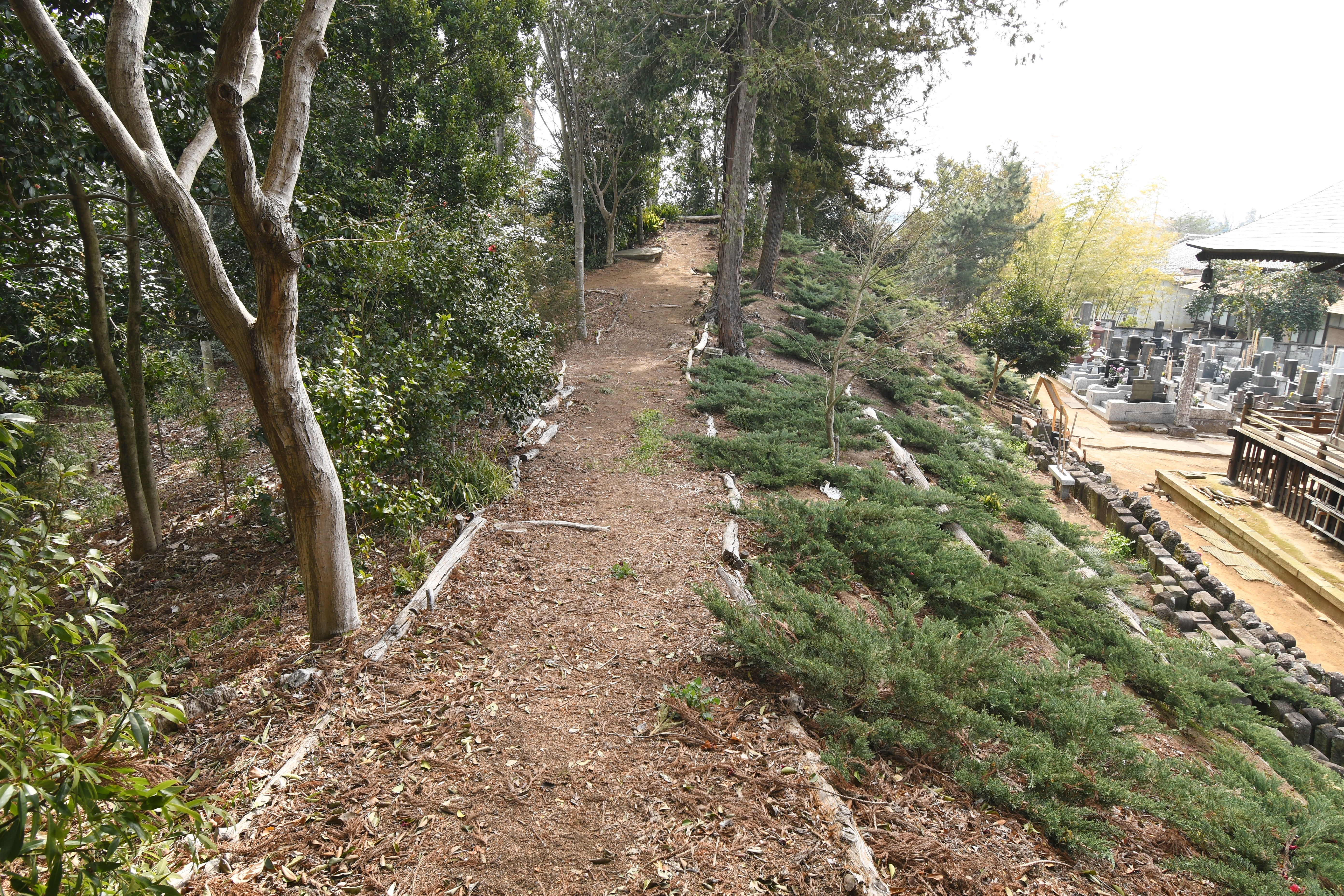
前方部から後円部を望む
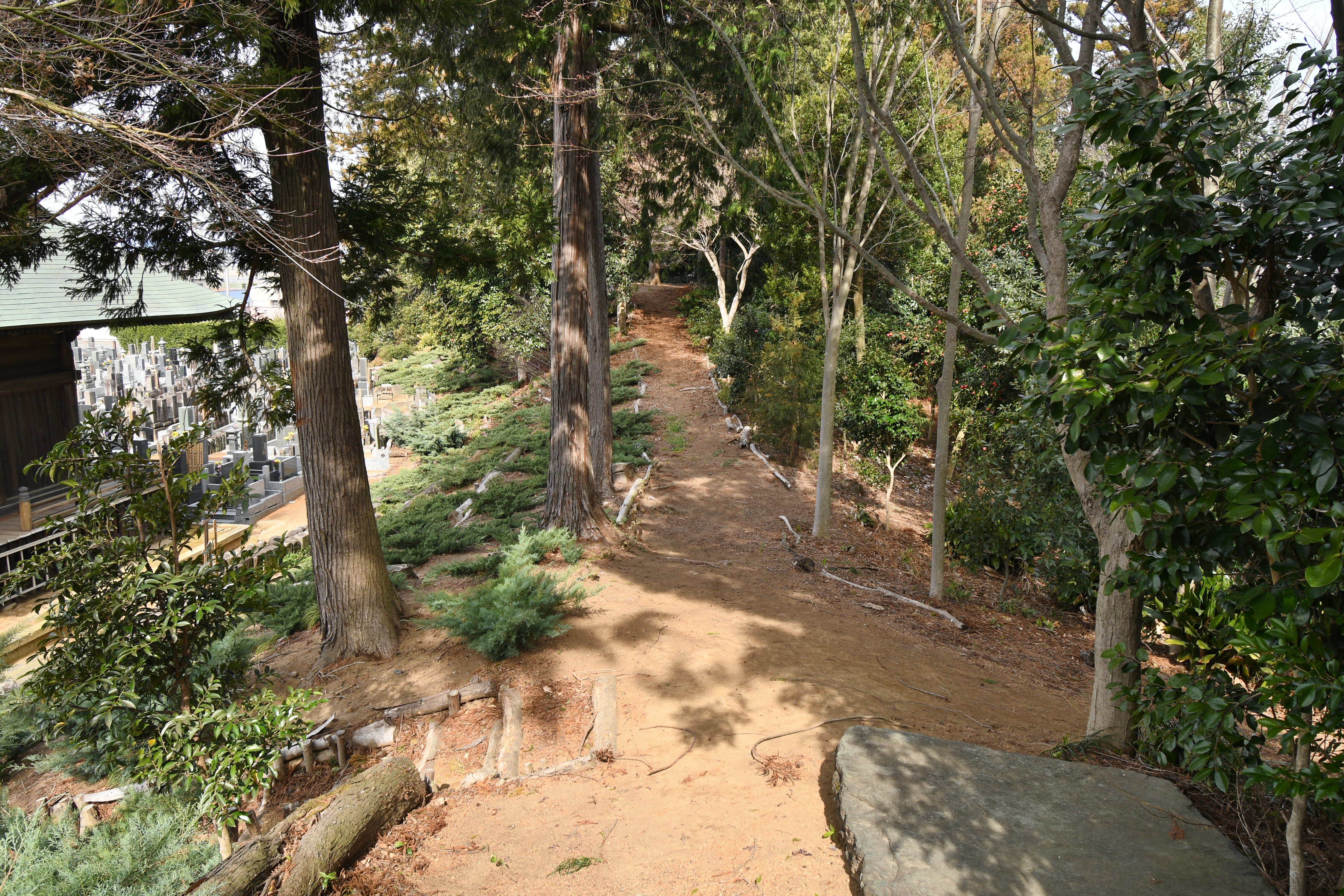
後円部から前方部を望む
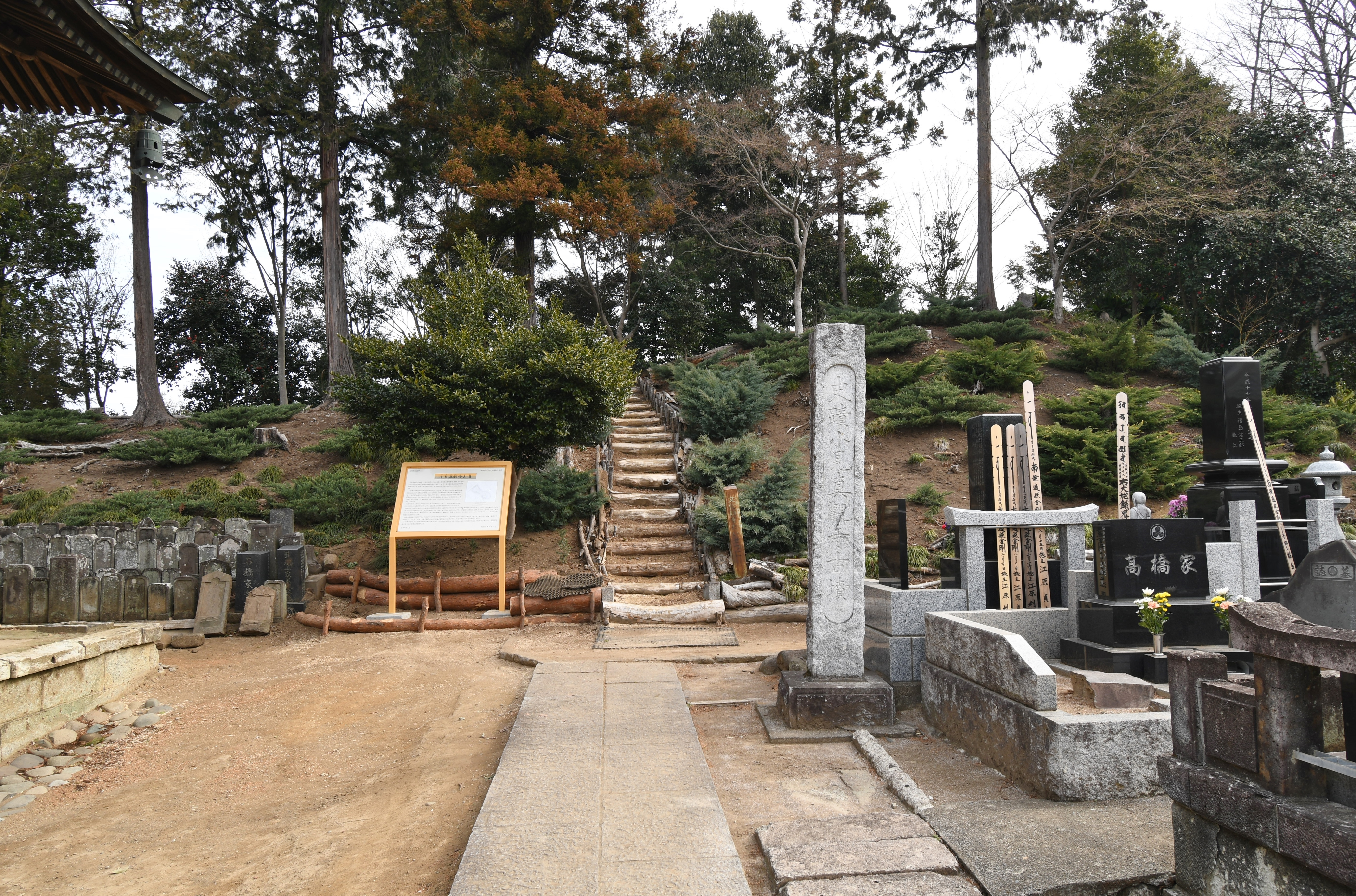
後円部墳丘

## 埋葬施設
埋葬施設としては、後円部において横穴式石室1基（第1主体部）、箱式石棺1基（第2主体部）の2基が構築されている。

### 第1主体部（後円部石室）

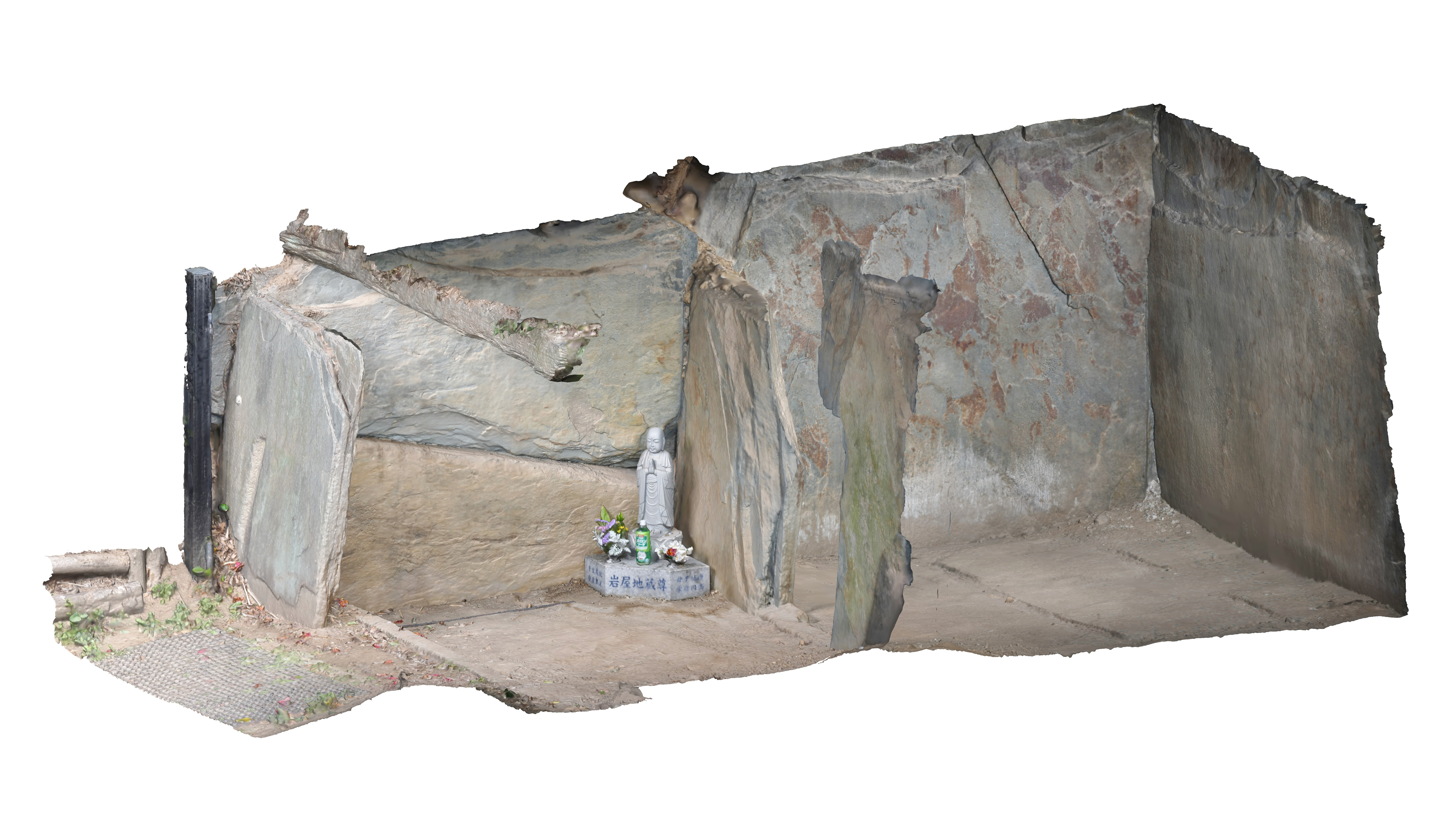
第1主体部（後円部石室）俯瞰図

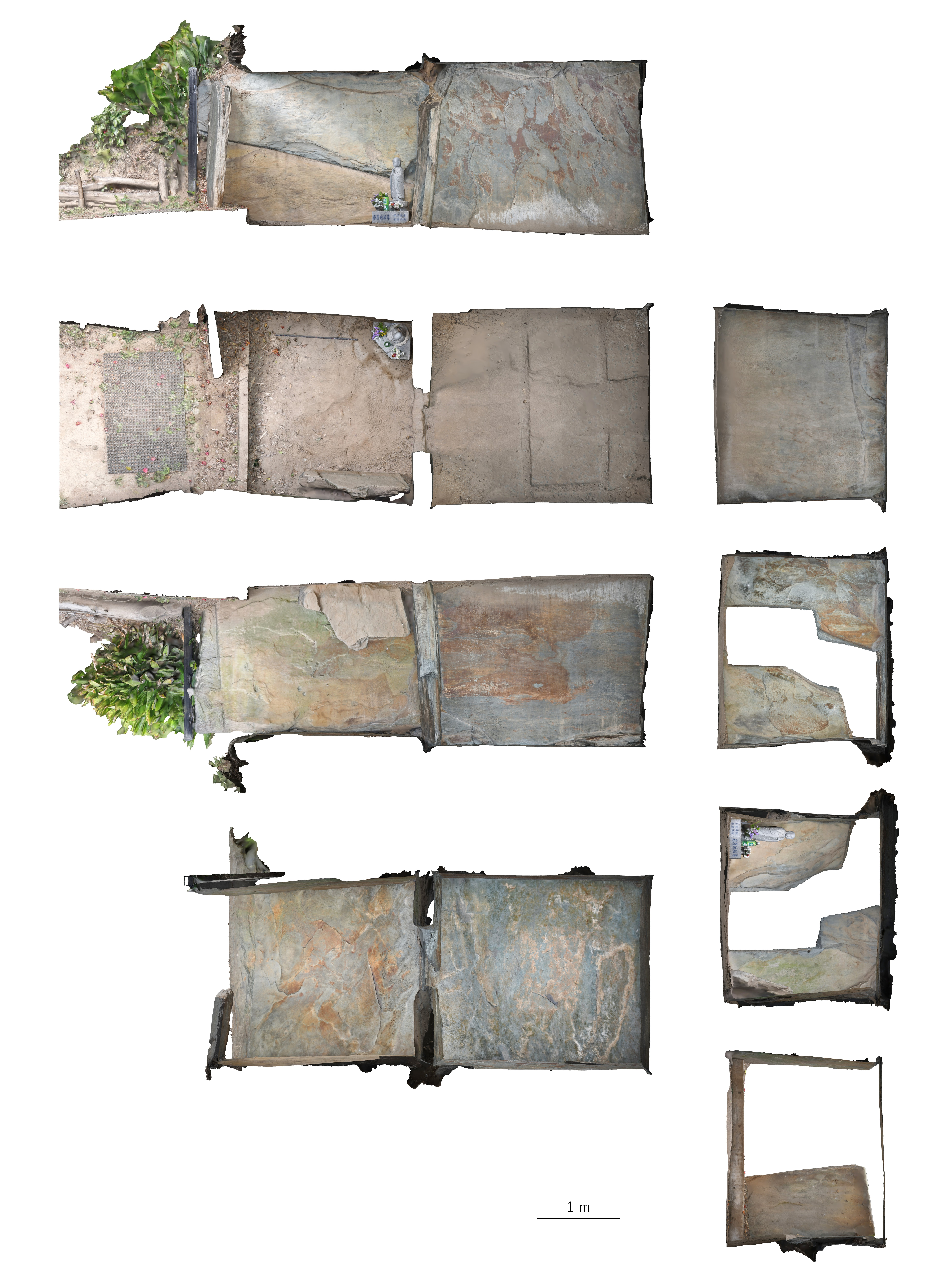
第1主体部（後円部石室）展開図

第1主体部（後円部石室）は、後円部南側における横穴式石室で、南南西方向に開口する。玄室・前室からなる複室構造の石室である。石室の規模は次の通り。
- 石室全長：現存5.42メートル
- 玄室：長さ2.62メートル、幅2.33メートル、高さ2.02メートル
- 玄門：幅0.68メートル
- 前室：長さ2.41メートル、幅2.24メートル、高さ2.33メートル

石室の石材は緑泥片岩の板石。玄門は板石1枚を刳り抜いて構築される。玄室・前室の床面は緑泥片岩の1枚石であり、特に玄室の床面には奥壁に平行する溝4本が認められることから、箱式石棺を造り付けたとみられる。前室の前には羨道が付設されていたとみられるが、現在は失われている。
寛永11年（1634年）に露出・発見されているが、副葬品は明らかでない。

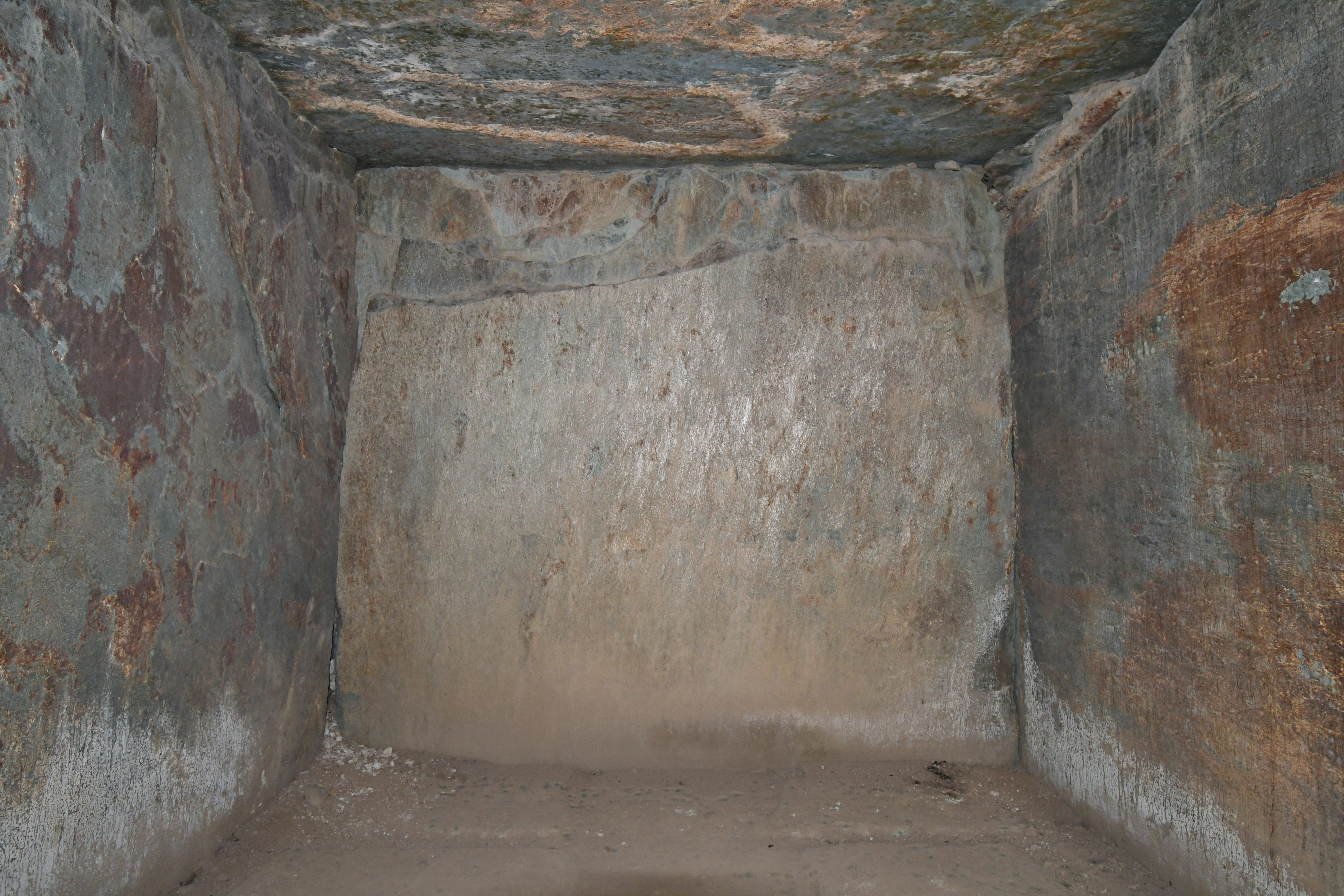
玄室（奥壁方向）
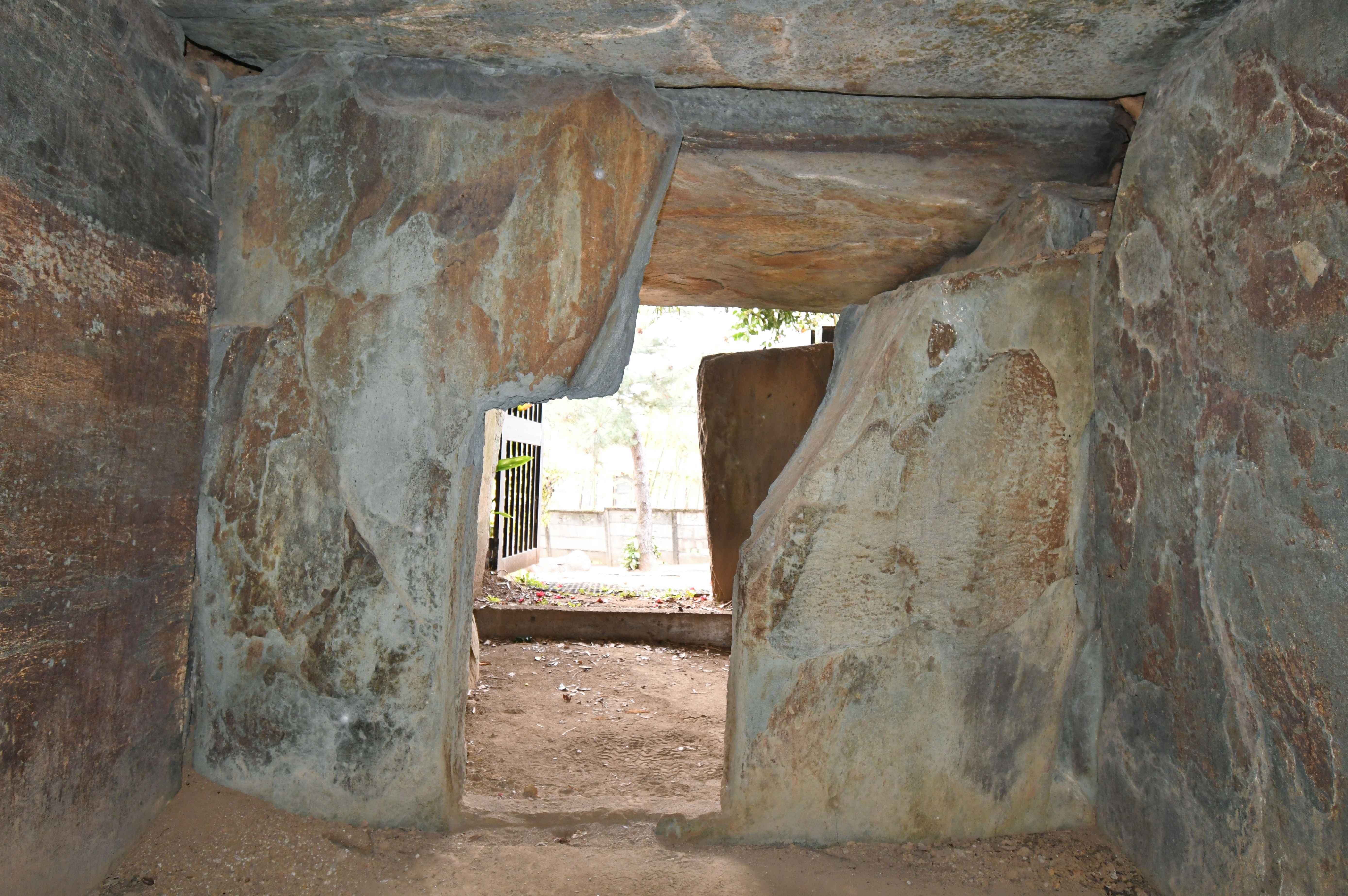
玄室（開口部方向）
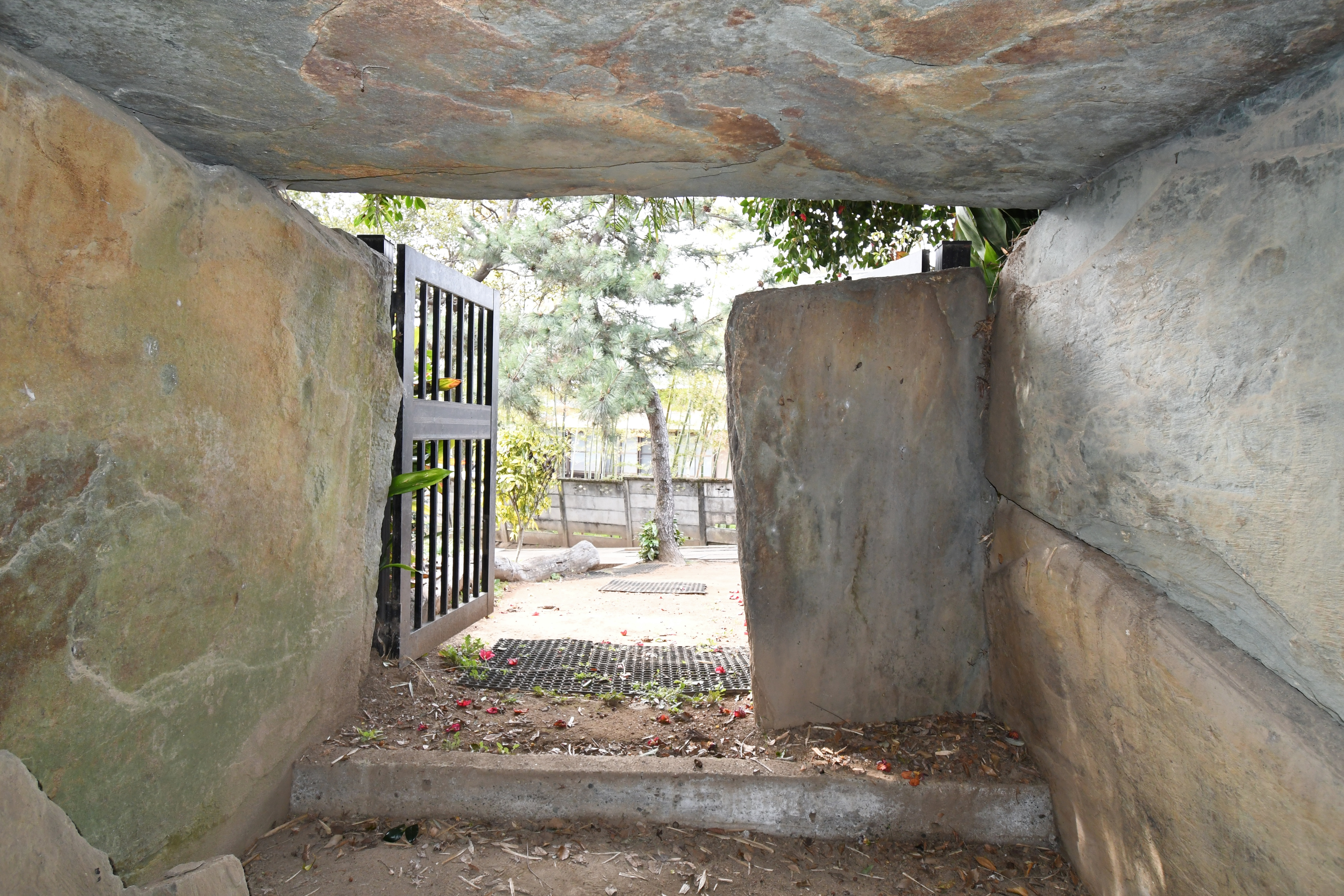
前室（開口部方向）
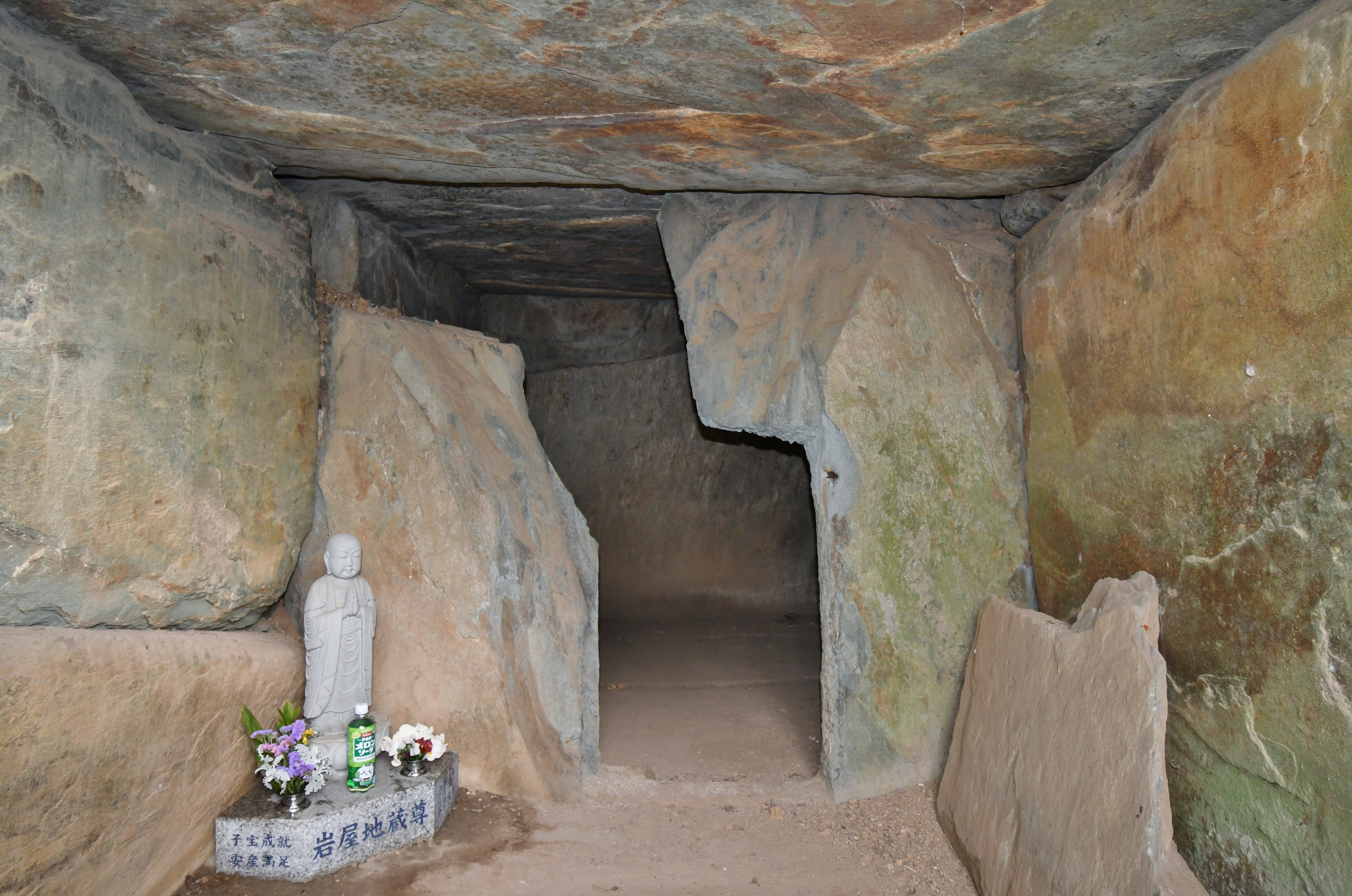
前室（玄室方向）
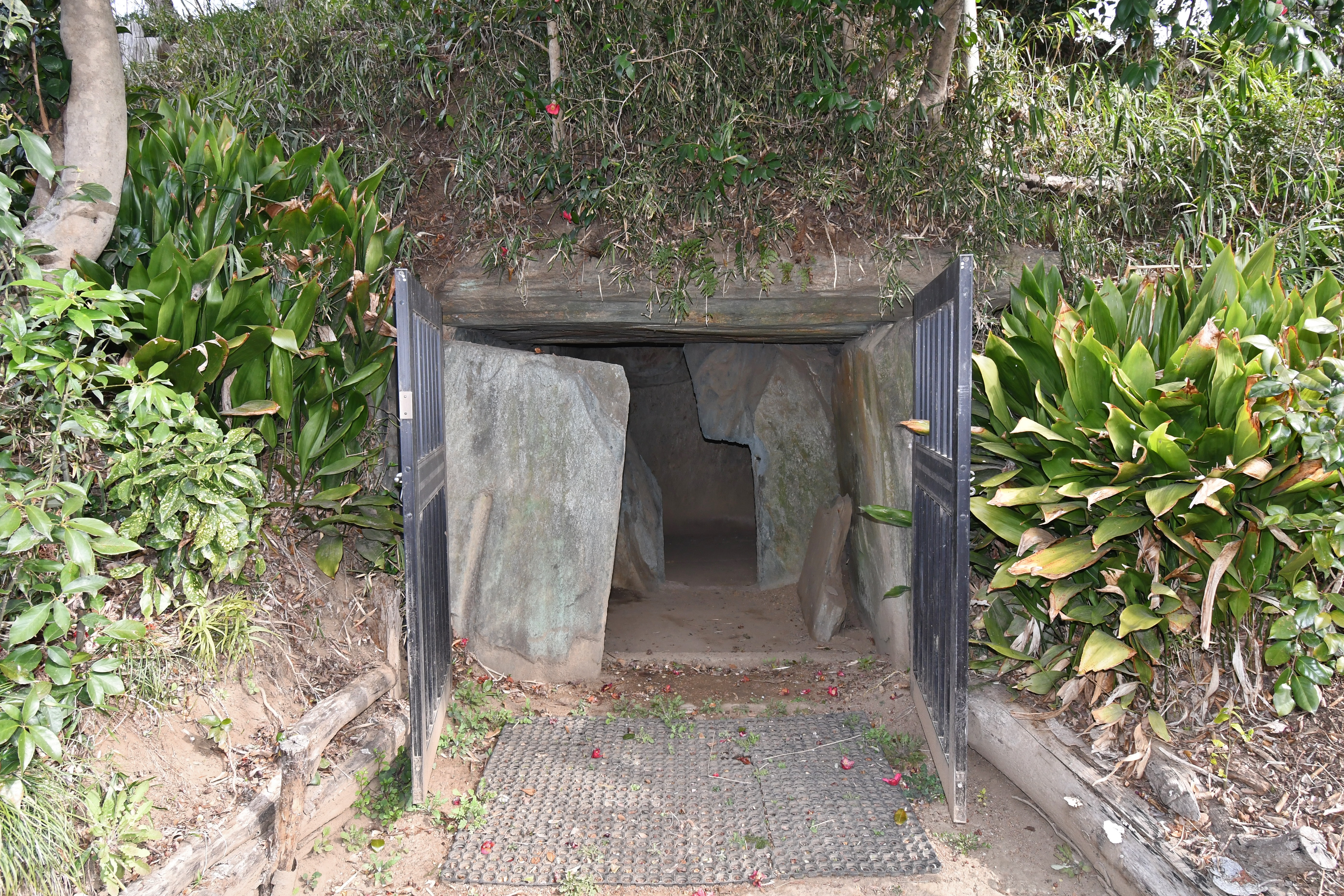
開口部

### 第2主体部（鞍部石棺）

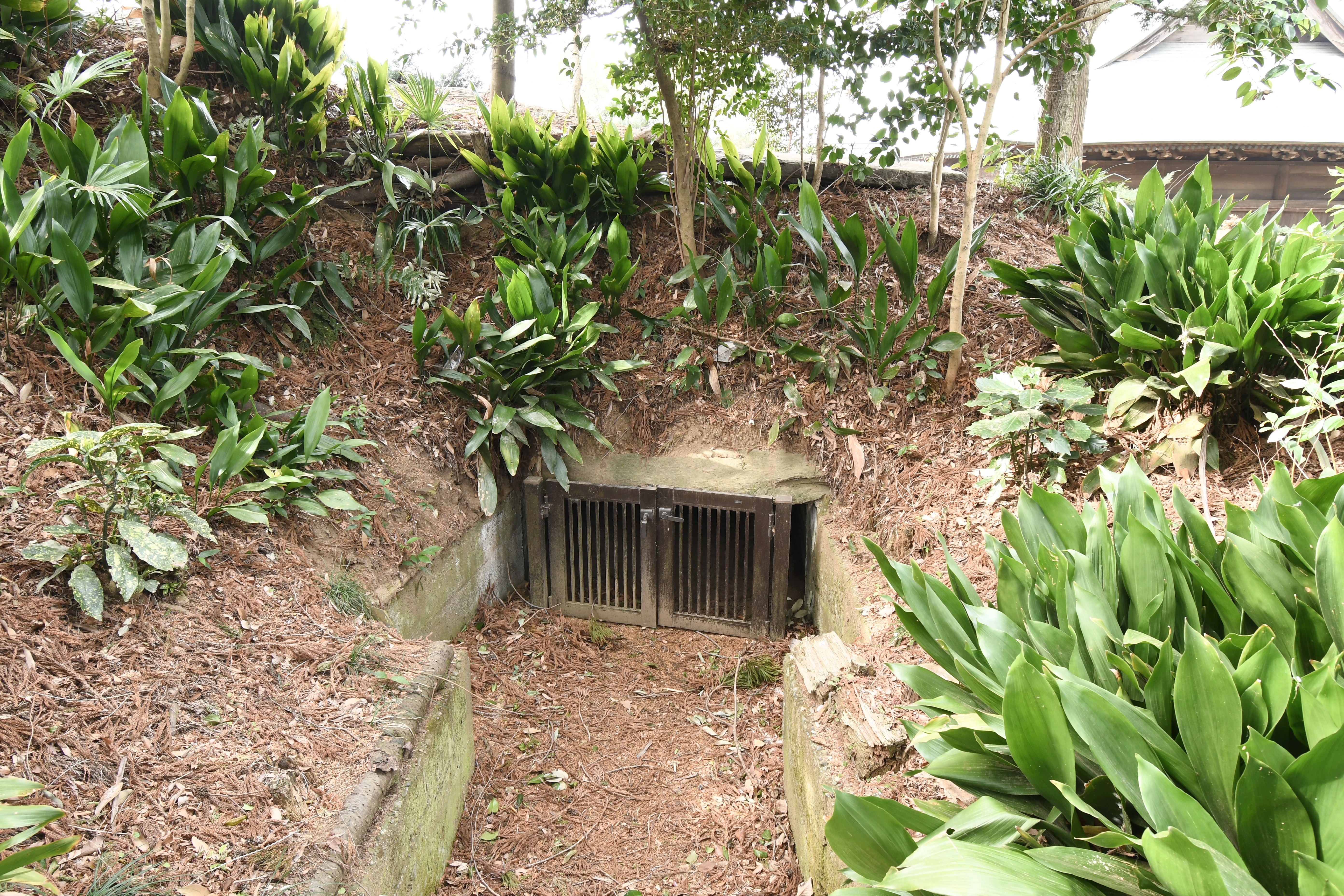
第2主体部（鞍部石棺）

第2主体部（鞍部石棺）は、後円部鞍部における箱式石棺である（かつては横穴式石室とされた）。現在は長さ2.8メートル・幅1.76メートル・高さ1.12メートルを測る。石棺の石材は緑泥片岩の板石で、蓋石には板石2枚が用いられたとみられる。
1880年（明治13年）に発見されており、その際に人骨のほか金環3・頭椎大刀2・圭頭大刀1・銀装刀子1・挂甲小札若干・衝角付冑1・蓋脚付銅鋺1・鉄鏃50以上・革片2・布片・木片などの副葬品が出土している（現在は東京国立博物館保管）。

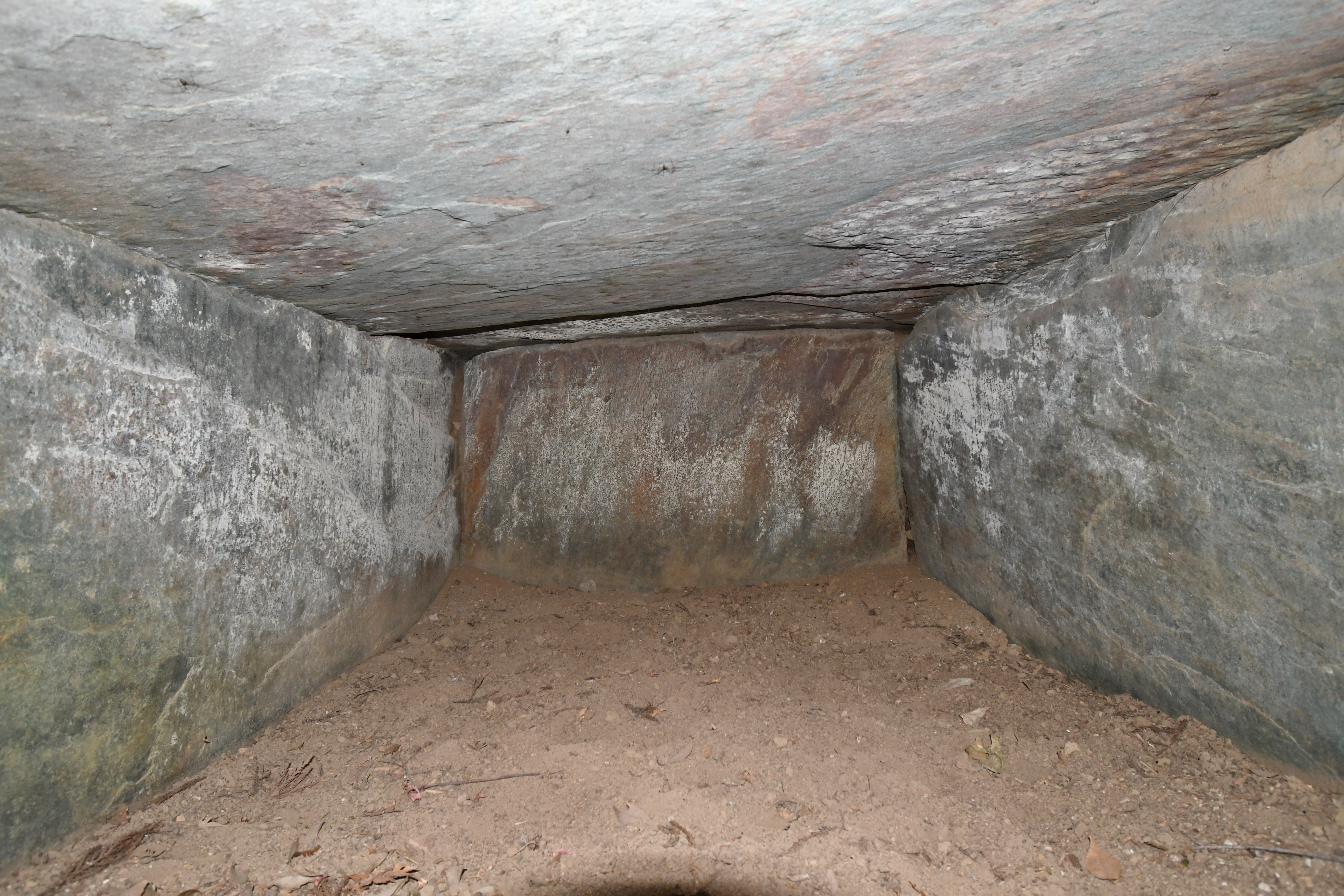
内部
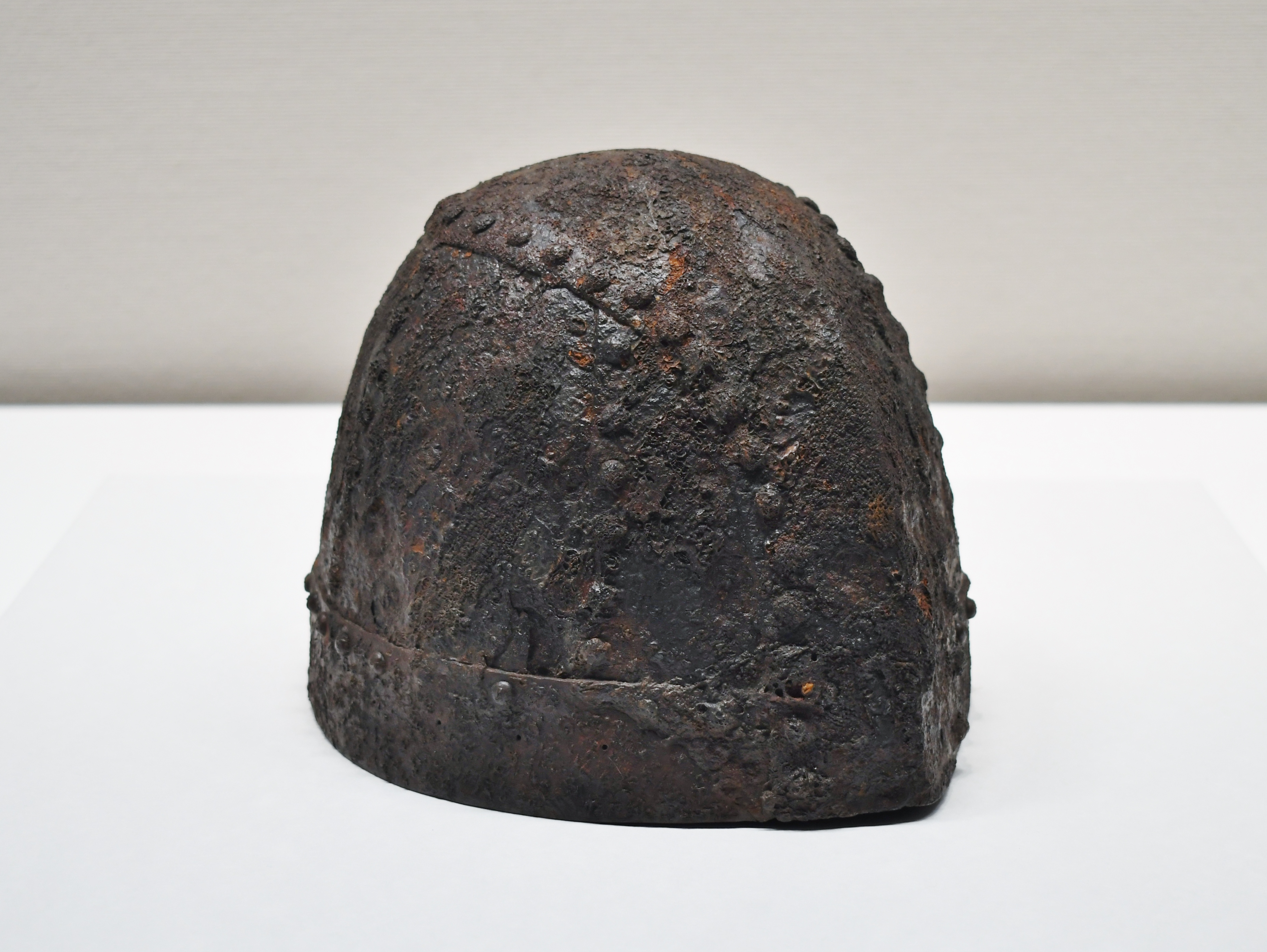
竪矧広板鋲留衝角付冑 東京国立博物館蔵、九州国立博物館特別展示時に撮影。

## 文化財

### 国の史跡
- 小見真観寺古墳 - 1931年（昭和6年）3月30日指定。

## 関連施設
- 東京国立博物館（東京都台東区） - 小見真観寺古墳の出土品を保管。

## 関連文献
（記事執筆に使用していない関連文献）
- 大野延太郎「武藏北埼玉郡小見ノ古墳」『人類學雜誌』第14巻第156号、日本人類学会、1899年、224-227頁。
- 「小見眞觀寺古墳」『史蹟調査報告』 第七輯、文部省、1935年。 - リンクは国立国会図書館デジタルコレクション。
- 『新編埼玉県史』 資料編2、埼玉県、1982年。
- 塩野博『埼玉の古墳』 北埼玉・南埼玉・北葛飾、さきたま出版会、2004年。
- 増田一裕「小見真観寺古墳・八幡山古墳」『武蔵と相模の古墳』 季刊考古学別冊15、雄山閣、2007年。